# Morgan County (Colorado)
Morgan County is een county in de Amerikaanse staat Colorado.
De county heeft een landoppervlakte van 3.329 km² en telt 27.171 inwoners (volkstelling 2000). De hoofdplaats is Fort Morgan.